# Révolution française de 1848
Pour les articles homonymes, voir Révolution de 1848, Révolution de février et Révolution française.
Notes
La Garde nationale s'est posée en arbitre entre l'armée et le peuple.
Batailles
- Trois Glorieuses
- Révolte des canuts
- Insurrection républicaine à Paris en juin 1832
- Guerre de Vendée et Chouannerie de 1832
- Révolution française de 1848
- Journées de Juin
- Coup d'État du 2 décembre 1851
- Commune de Paris
- Semaine sanglante

La révolution française de 1848, parfois dénommée « révolution de Février », est la troisième révolution française après la Révolution française de 1789 et celle de 1830. Elle se déroule à Paris du 22 au 25 février 1848.
Sous l'impulsion des libéraux et des républicains, une partie du peuple de Paris se soulève à nouveau et parvient à prendre le contrôle de la capitale. Le roi Louis-Philippe est contraint d'abdiquer en faveur de son petit-fils, Philippe d'Orléans, le 24 février 1848.
Le même jour, à 15 heures, la Deuxième République est proclamée par Alphonse de Lamartine, entouré des révolutionnaires parisiens. Vers 18 heures, un gouvernement provisoire est mis en place, mettant ainsi fin à la monarchie de Juillet.
Cette révolution sera suivie des Journées de Juin réprimées dans le sang (5 700 morts).

## La bombe parisienne

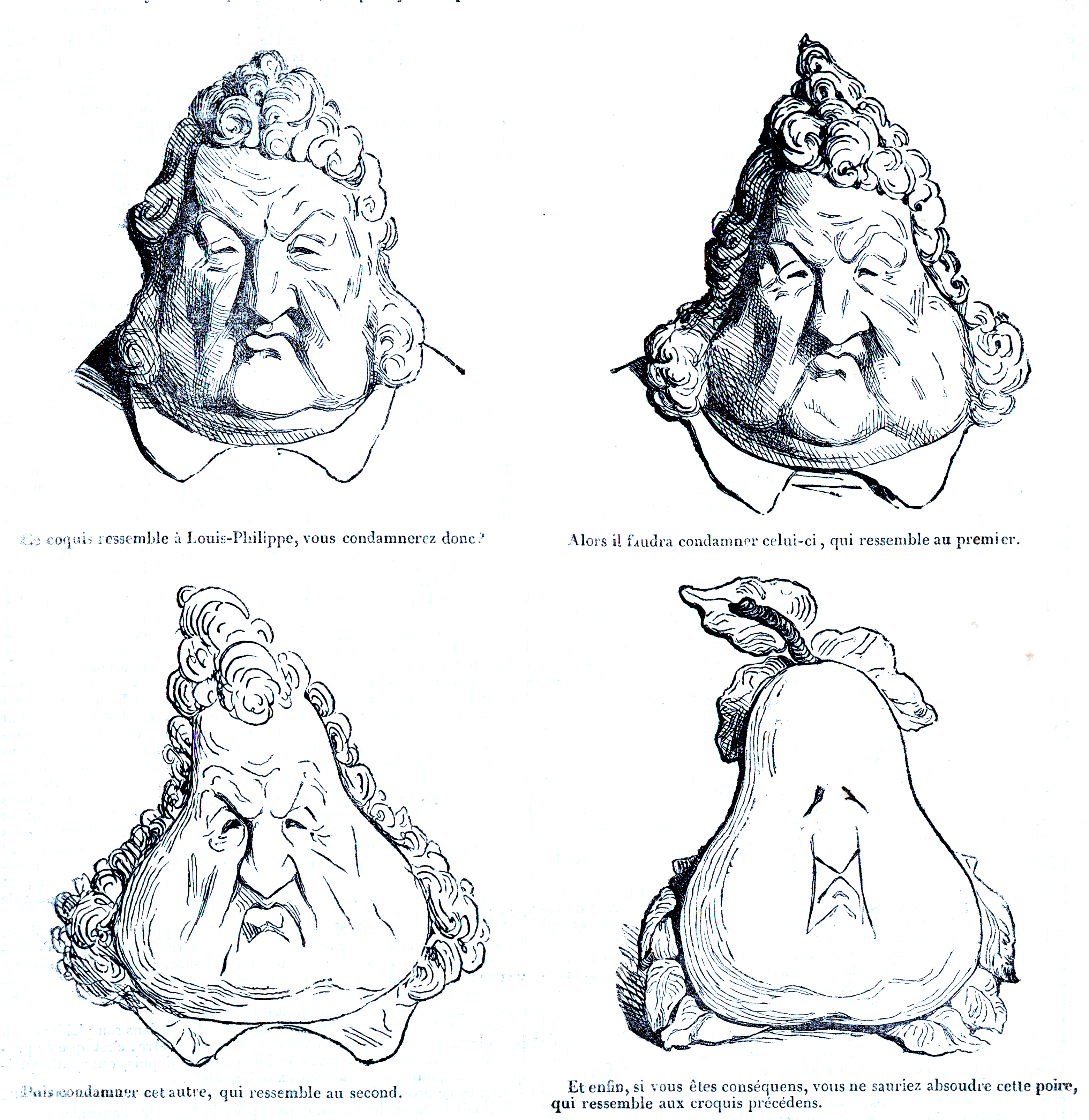
Les Poires de Daumier reflétant la détérioration de la popularité de Louis-Philippe Ier.

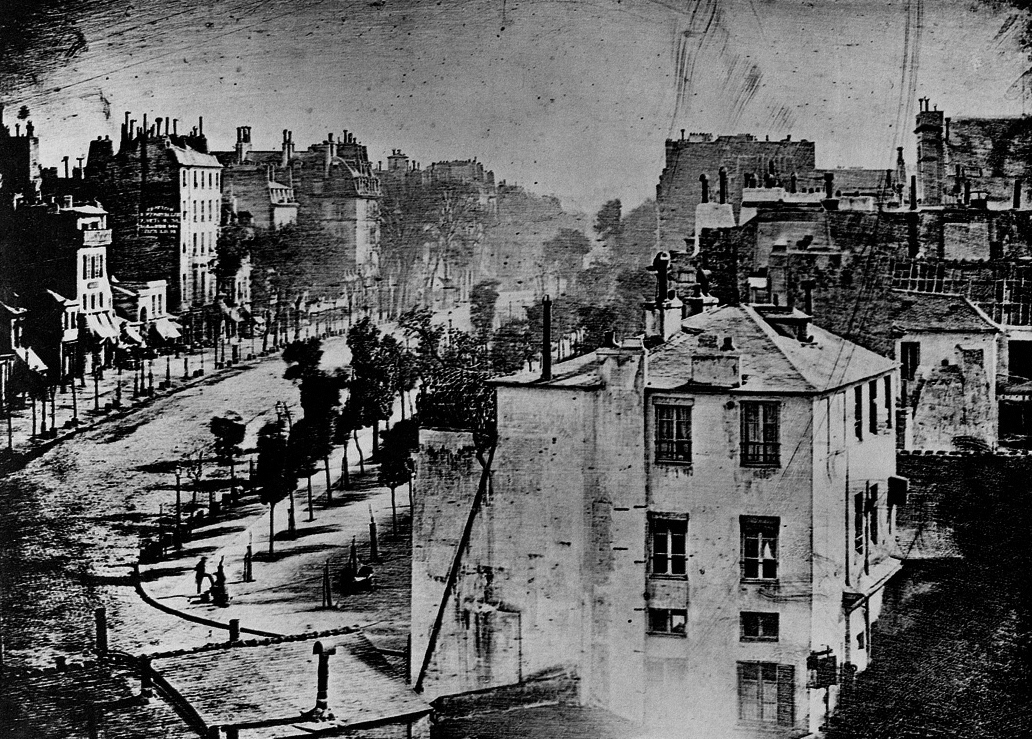
Le boulevard du Temple, photographié par Louis Daguerre en 1838 ou 1839.

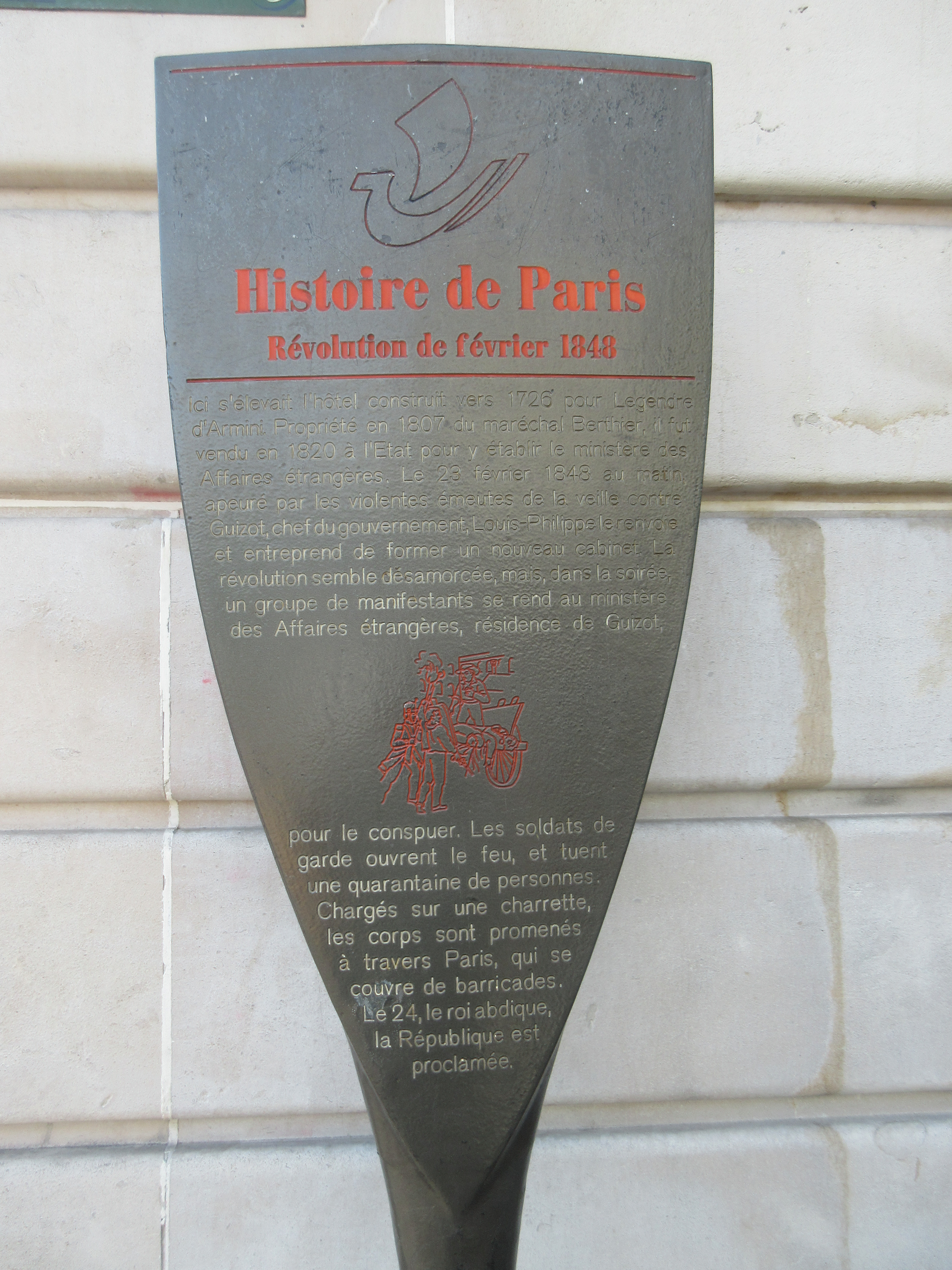
Panneau Histoire de Paris
« Révolution de février 1848 ».

Si le régime de la monarchie de Juillet est usé, la crise politique et économique aggrave la situation sociale de la capitale jusqu'au mécontentement.
Avec plus d'un million d'habitants, le Paris de 1848 est encore le Paris de l'Ancien Régime avec ses maisons anciennes et ses rues étroites. La ville est close par le mur des Fermiers généraux et ses 52 barrières d'octroi. Une sorte de frontière sépare l'Ouest et l'Est ; elle sera tragiquement retracée lors des Journées de Juin 1848, par la ligne de bataille qui, du boulevard Rochechouart à l'actuel boulevard de Port-Royal, suivra le boulevard Poissonnière, la rue Saint-Denis, traversera l'Île de la Cité et remontera la rue Saint-Jacques. Si cette frontière n’est nullement rigide (les quartiers populaires s'étendant vers l'Est, débordant vers le Quartier latin, l'Hôtel de Ville, le Louvre ou les Tuileries), la différenciation est très nette entre les classes « privilégiées » (ou supérieures) et le « peuple parisien ». Le monde de la boutique est très important dans la capitale. S'il fournit une grande partie de la Garde nationale, il est écarté du droit de vote censitaire. À Paris en 1848, les conditions d'existence (durée et dureté du travail, misère, conditions d’hygiène et de santé, voire environnement redoutable de la criminalité) sont difficiles. La grande industrie a été rejetée sur les villages périphériques tels que La Villette ou Les Batignolles. La plupart des ouvriers sont occupés dans des ateliers œuvrant pour le luxe (la moitié des 64 000 ateliers est tenue par un patron seul ou avec un seul ouvrier). Les spécialités sont très diversifiées (plus de 325 métiers recensés) où dominent le vêtement (90 000 travailleurs) et le bâtiment (41 000).
Même après les avancées des Trois Glorieuses, en 1830, obtenant une monarchie constitutionnelle, les antagonismes s'exaspèrent, en ces temps d'épidémie, de choléra, de disette, de crise financière, de crise morale avec plusieurs scandales comme celui de l'affaire Teste-Cubières en juillet 1847, et de rivalités politiques ou de querelle à propos des écoles religieuses. Les incidents se produisent plus régulièrement dans la capitale qu'en province et peuvent alors faire resurgir les barricades.
- Le saccage de l'église Saint-Germain-l'Auxerrois et de l'archevêché en protestation contre la célébration d'une messe légitimiste, puis le début d'insurrection à la suite du verdict prononcé contre 19 officiers de la Garde nationale (1831), l'émeute à l'occasion de l'enterrement du général Lamarque se soldant par 800 victimes - environ 160 morts et plus de 600 blessés (1832), les batailles de rues (lourdement réprimées par Bugeaud) provoquées par l'arrestation de 150 militants de la Société des droits de l'homme et la promulgation de la loi sur les associations (1834), l'attentat contre le roi (1835), les incidents pour repousser les assaillants de l'Hôtel de Ville et de la préfecture de police (1839) y sont significatifs de la première décennie.
- Les vigoureuses prises de position à la Chambre contre le suffrage universel de Thiers (1840) et de Guizot (1842) refusant de prendre en compte les aspirations démocratiques répondent par une fin de non recevoir à la pétition soutenant les Gardes nationaux manifestant pour obtenir le droit de vote et au lancement de la toute première campagne de « banquets » en faveur de la réforme électorale (1840). Si les manifestations et grèves des ouvriers du textile, du bâtiment et des ébénistes tournent à l'émeute Faubourg Saint-Antoine (1840), si des manifestants défilent avec le « drapeau rouge » en scandant « Vive la République ! » (1841), les années suivantes sont caractérisées par les contrecoups économiques et financiers du pays mal préparé à une évolution aussi rapide. La crise de 1846-47 provoque un chômage important : en 1848, près des deux tiers des ouvriers en ameublement et du bâtiment sont au chômage.

En province, la crise de subsistance qui sévit dès 1846 à la suite de deux mauvaises récoltes de céréales (1845 et 1846) et à la maladie de la pomme de terre, provoque également des troubles. À Buzançais, dans le Berry, le 13 janvier 1847, les tisserands, ouvriers et journaliers réunis dans les faubourgs s'opposent violemment à un transport de grains. Cette émeute, signe de l'affrontement entre blouses et habits, peut pour certains historiens être considérée comme un prélude à la révolution puisqu'elle est significative du fossé qui se creuse entre les couches populaires qui s'appauvrissent et les notables qui s'enrichissent.
Dans ses Souvenirs, Alexis de Tocqueville rappelle le discours qu’il tint devant les députés le 27 janvier 1848 afin de les alerter sur le climat délétère : « Est-ce que vous ne ressentez pas, par une sorte d'intuition instinctive qui ne peut pas s'analyser, mais qui est certaine, que le sol tremble de nouveau en Europe ? Est-ce que vous ne sentez pas… que dirais-je ?… un vent de révolution qui est dans l'air ? […] Je parle ici sans amertume, je vous parle, je crois, même sans esprit de parti ; j'attaque des hommes contre lesquels je n'ai pas de colère, mais enfin, je suis obligé de dire à mon pays ce qui est ma conviction profonde et arrêtée. Eh bien ! ma conviction profonde et arrêtée, c'est que les mœurs publiques se dégradent ; c'est que la dégradation des mœurs publiques vous amènera dans un temps court, prochain peut-être, à des révolutions nouvelles. Est-ce donc que la vie des rois tient à des fils plus fermes et plus difficiles à briser que celle des autres hommes ? ».
Mais dans la semaine précédant la révolution, Louis-Philippe ne prit pas conscience de la gravité des événements qui se préparaient. Le prince Jérôme Napoléon essaya, lors d’une visite aux Tuileries, de l’en avertir. Il raconta la scène à Victor Hugo, qui la rapporte dans ses carnets à la date du 19 février. Le roi se contenta de sourire et de dire : « Mon prince, je ne crains rien ». Et il ajouta : « Je suis nécessaire ».

## Déroulement
Pour interrompre la Campagne des banquets, le gouvernement Guizot décide le 22 février 1848 d’interdire ces faux banquets qui sont de vraies réunions politiques.
Le 14 février, le préfet de police interdit un banquet projeté à Paris pour le 19. À l'appel d'Armand Marrast, dans le journal Le National, les Parisiens sont invités à manifester le 22, date à laquelle le banquet a été reporté. Le rassemblement doit s'effectuer place de la Madeleine. La veille, pourtant, les principaux chefs de l'opposition reculent devant l'épreuve de force et donnent le contre-ordre d'annuler le banquet et la manifestation. Le gouvernement semble devoir l'emporter ; confiant, il décide de ne pas mettre en application les dispositifs militaires prévus en cas d'incidents graves. En fait, gouvernement et opposition vont être débordés par la situation se développant au fil des heures en « révolution ».

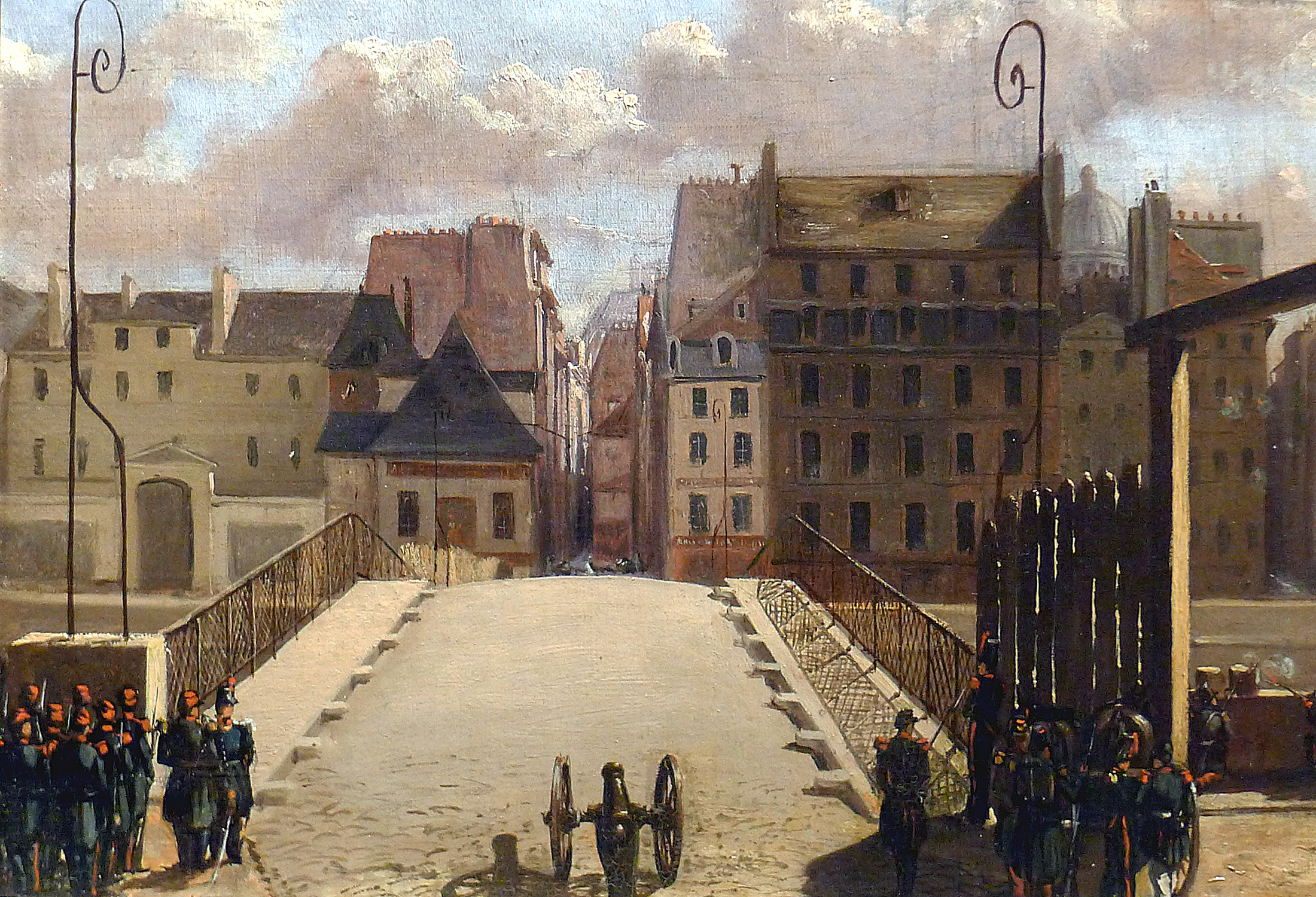
Le pont de l'Archevêché gardé par des troupes pendant la révolution de 1848 - Musée Carnavalet.

Le 22 février au matin, des centaines d'étudiants (dont certains s'étaient déjà mobilisés dès le 3 janvier pour dénoncer la suppression des cours de Jules Michelet), se rassemblent place du Panthéon puis se rendent à la Madeleine où ils se mêlent aux ouvriers. Les manifestants (3 000 personnes) se dirigent ensuite vers la Chambre des députés, Place de la Concorde, aux cris de « Vive la Réforme ! À bas Guizot ! ». Mais dans l'ensemble, les forces de l'ordre contrôlent la situation. L'occupation militaire de Paris a été décrétée vers 16 heures. Le roi peut compter sur 30 000 soldats, l'appoint de l'artillerie, la sécurité des forts qui encerclent la capitale. Il y a, enfin, la Garde nationale, 40 000 hommes environ.
Après quelques incidents (un mort), les troubles se déplacent vers l'église Saint-Roch, la manifestation s'organise, la situation s’envenime puisque la crise ne peut être dénouée, la Chambre ayant rejeté quelques heures plus tôt la demande de mise en accusation du gouvernement Guizot déposée par Odilon Barrot.
Le matin du 23 février, alors que l'insurrection se développe, les gardes nationaux de la deuxième Légion, boulevard Montmartre, crient « Vive la Réforme ! ». Dans d'autres quartiers, différents bataillons de la Garde nationale protègent les ouvriers contre les gardes municipaux et même contre la troupe de Ligne. La Garde nationale se pose ainsi en arbitre entre l'armée et le peuple parisien. Cette défection sonne le glas du pouvoir du ministre de l'intérieur François Guizot. Louis-Philippe se rend subitement compte de l'impopularité de son ministre et se résout, dans l'après-midi, à le remplacer par le comte Molé, ce qui équivaut à accepter la réforme. Le roi renvoie certes tardivement son ministre Guizot, mais la protestation se calme : le pire semble évité même si le climat reste tendu.

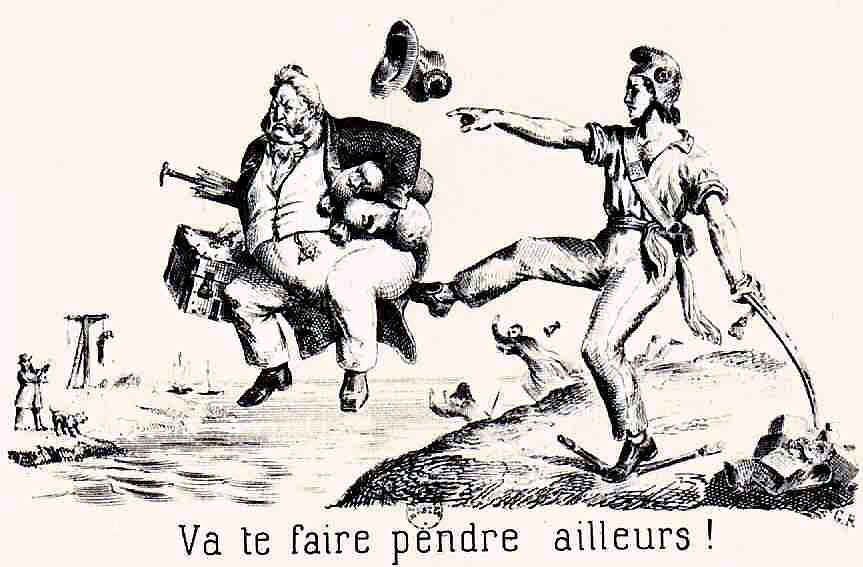
Caricature politique de l'époque : un homme coiffé du bonnet phrygien botte les fesses d'un Louis-Philippe Ier obèse.

Dans la soirée du même 23 février 1848, la foule déambule sous des lampions pour manifester sa joie et envisage de se rendre sous les fenêtres de Guizot pour le huer. Le mécontentement avait été si profond depuis des mois et la tension des dernières heures si vive que le moindre incident pouvait encore mettre en péril ce règlement « légaliste » et improvisé de la crise et raviver les ardeurs révolutionnaires. Dans le quartier des Capucines, une rue est barrée par le 14e régiment d'infanterie de ligne et la provocation d'un manifestant porteur d'une torche envers un officier a des conséquences tragiques. Se croyant menacée, la garde ouvre le feu, laissant sur le pavé de 35 à plus de 50 tués, selon les sources, ce qui « justifie » le rebondissement et l'amplification du mouvement protestataire, alors que l'apaisement semblait en bonne voie. Cette fusillade du boulevard des Capucines, la promenade des cadavres, la nuit, à la lueur des torches, sur une charrette dans les rues de Paris, l'appel du tocsin annonçant le massacre, entre 23 heures et minuit, de Saint-Merri à Saint-Sulpice, relancent l'insurrection. Puisqu'il y a 52 martyrs, on dévalise les armuriers et on édifie des barricades. Il y en a bientôt 1 500 dans toute la ville. Le monde ouvrier y coudoie la jeunesse estudiantine et la petite bourgeoisie.
Pendant que les révolutionnaires parisiens se soulèvent, le roi, aux Tuileries, n'a plus de gouvernement. Molé a renoncé et conseille de faire appel à Thiers. Ce dernier exige alors la dissolution de la Chambre des députés, mais le roi refuse. Le maréchal Bugeaud, nommé commandant supérieur de l'armée et de la Garde nationale de Paris, est convaincu qu'il peut vaincre l'émeute, mais le souverain refuse la solution de force. Beaucoup trop de sang a déjà coulé.

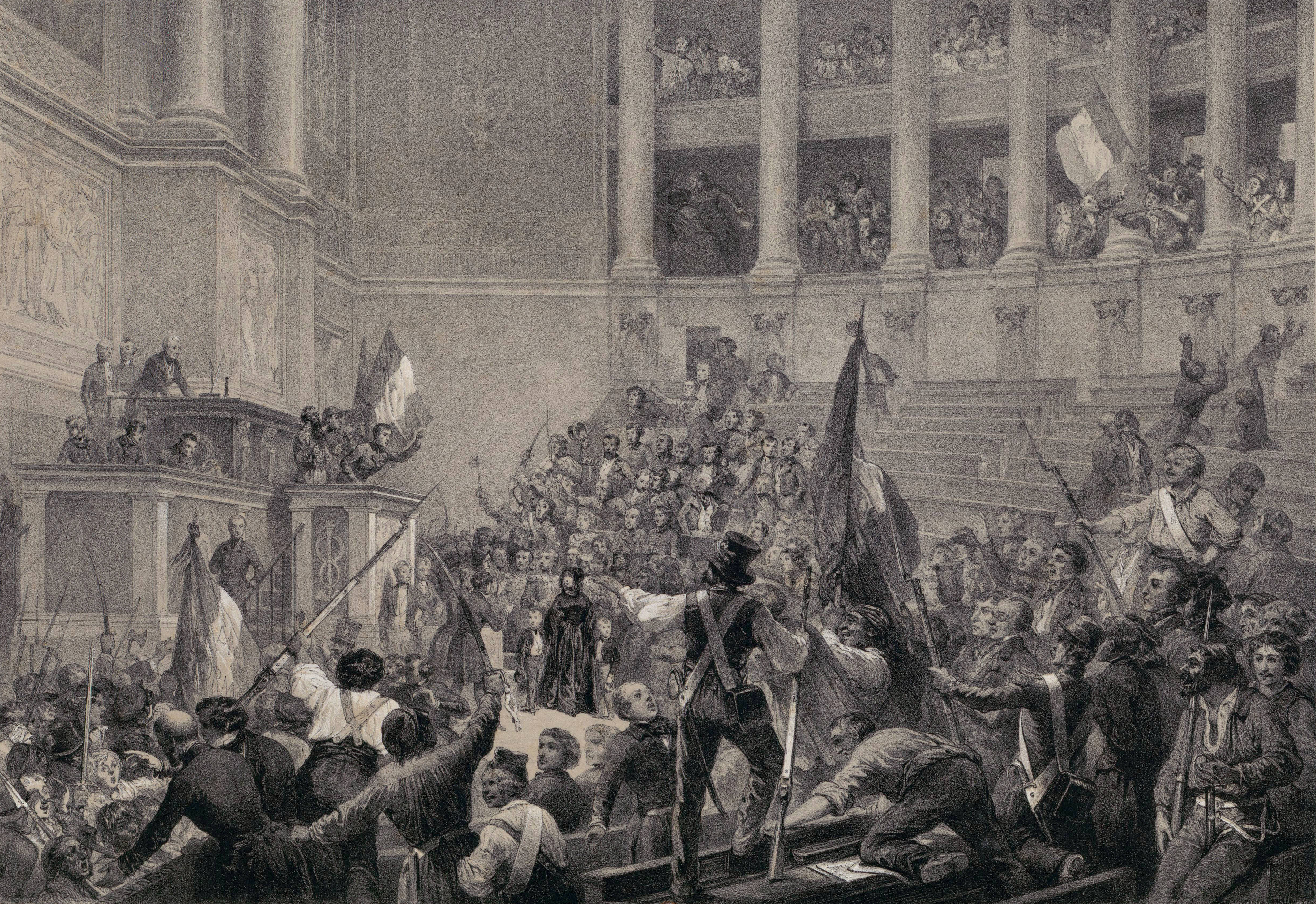
Le Palais-Bourbon envahi par les Révolutionnaires le 24 février 1848.

Le 24 février 1848, Louis-Philippe ne parvient pas à reprendre en main la situation, malgré une dernière tentative de confier le gouvernement à Odilon Barrot. Les gardes nationaux de Dunoyer rallient, crosse en l'air, les troupes du général Bedeau et se dirigent vers les Tuileries. Lorsque le palais commence à être attaqué par la foule, vers midi, le roi abdique en faveur de son petit-fils de neuf ans, le comte de Paris, confie la régence à la duchesse d'Orléans, puis sous la pression des révolutionnaires, se résout à prendre le chemin de l'exil. Au début de l'après-midi, la duchesse d'Orléans se rend au Palais Bourbon pour y faire investir son fils et y faire proclamer officiellement la régence dans l'espoir de sauver la dynastie. Les députés, dans leur majorité, semblent favorables à une régence. Mais les républicains ont appris de leur échec de 1830, et tandis que les libéraux organisent un nouveau gouvernement plus libéral, ils forcent la main : pendant la séance, le Palais-Bourbon est envahi par la foule révolutionnaire qui, d'accord avec les élus de l'extrême gauche, repousse toute solution monarchique et fait proclamer un gouvernement provisoire.

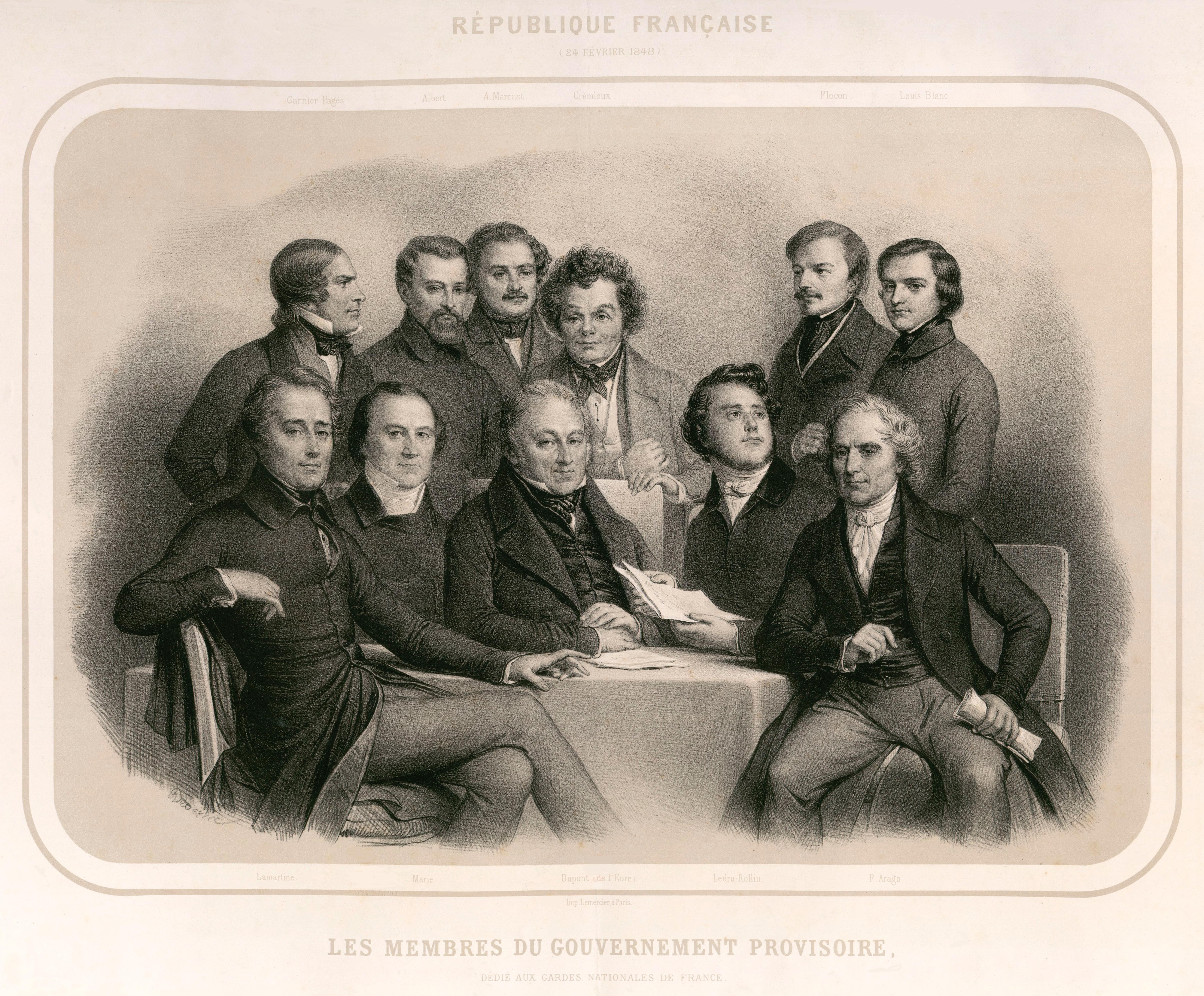
Les membres du Gouvernement provisoire de 1848.

Le même jour, un gouvernement provisoire républicain est donc établi, la monarchie de Juillet est abolie, Alphonse de Lamartine proclame la Deuxième République.
Parmi les gardes nationaux et les volontaires de la capitale, on dénombre 151 décédés et 601 blessés entre le 22 et le 24 février ; les familles des disparus et les blessés sont indemnisés par la République. Une décoration est officiellement décernée aux blessés : c'est la médaille des blessés de 1848.

## Récits et analyses

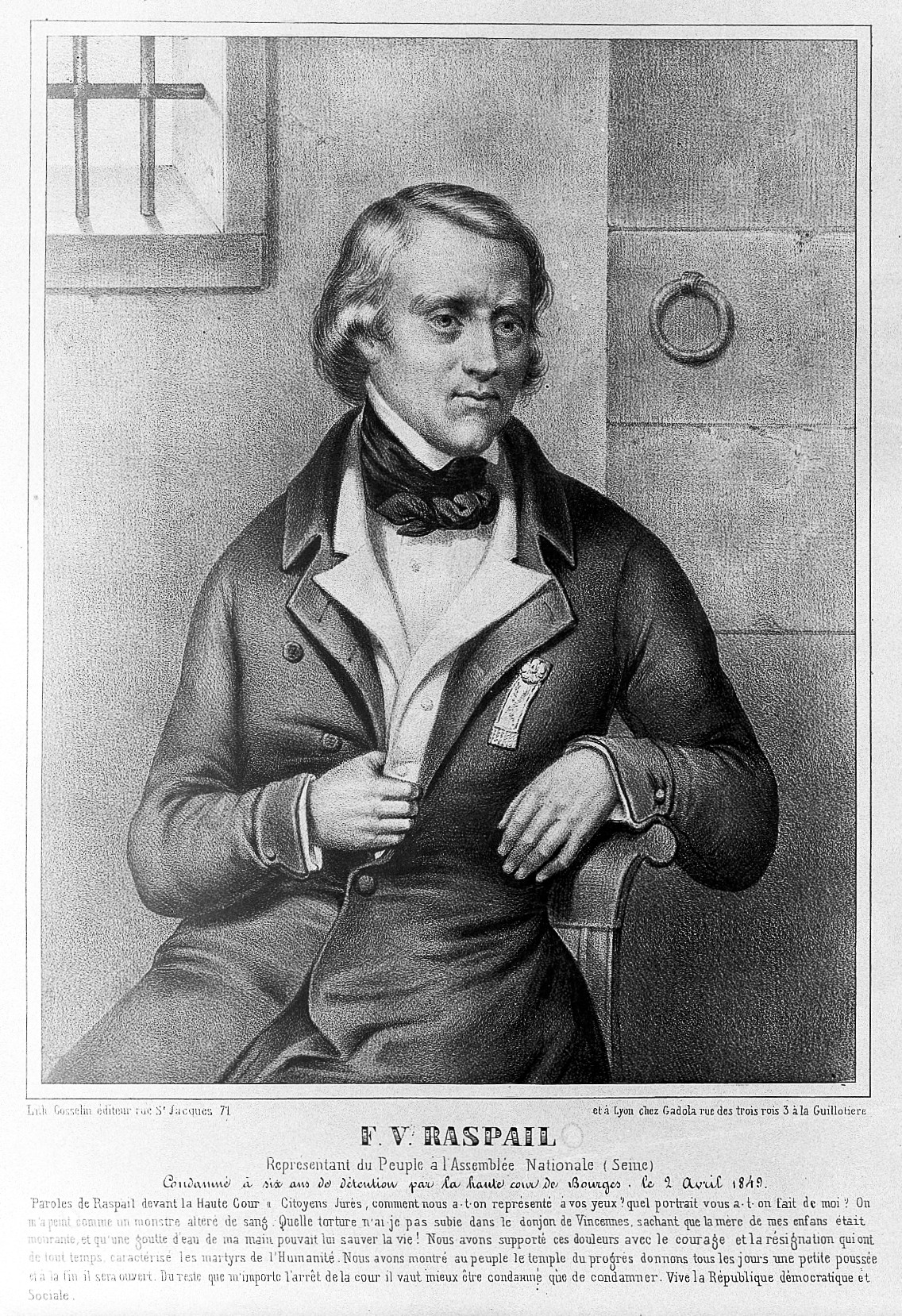
François-Vincent Raspail.

Karl Marx analyse les événements dans Les Luttes de classes en France :

« Le 25 février, vers midi, la République n'était pas encore proclamée, mais, par contre, tous les ministères étaient déjà répartis entre les éléments bourgeois du Gouvernement provisoire et entre les généraux, banquiers et avocats du National. Mais, cette fois, les ouvriers étaient résolus à ne plus tolérer un escamotage semblable à celui de juillet 1830. Ils étaient prêts à engager à nouveau le combat et à imposer la République par la force des armes. C'est avec cette mission que Raspail se rendit à l’Hôtel de ville. Au nom du prolétariat parisien, il ordonna au Gouvernement provisoire de proclamer la République, déclarant que si cet ordre du peuple n’était pas exécuté dans les deux heures, il reviendrait à la tête de 200 000 hommes. Les cadavres des combattants étaient encore à peine refroidis, les barricades n'étaient pas enlevées, les ouvriers n'étaient pas désarmés et la seule force qu'on pût leur opposer était la Garde Nationale. Dans ces circonstances, les considérations politiques et les scrupules juridiques du Gouvernement provisoire s'évanouirent brusquement. Le délai de deux heures n’était pas encore écoulé que déjà sur tous les murs de Paris s'étalaient en caractères gigantesques : « République française ! Liberté, Égalité, Fraternité ! » »

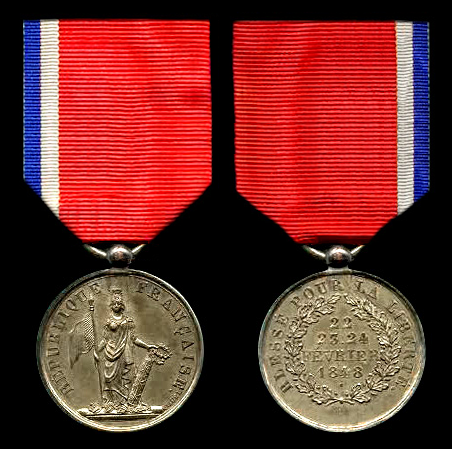
La médaille des blessés de 1848 (avers et revers).

Ces journées révolutionnaires apparaissent dans l'Éducation sentimentale de Flaubert ; elles forment le cadre du début de la troisième partie :

« La veille au soir, le spectacle du chariot contenant cinq cadavres recueillis parmi ceux du boulevard des Capucines avait changé les dispositions du peuple ; et, pendant qu'aux Tuileries les aides de camp se succédaient, et que M. Molé, en train de faire un cabinet nouveau, ne revenait pas, et que M. Thiers tâchait d'en composer un autre, et que le Roi chicanait, hésitait, puis donnait à Bugeaud le commandement général pour l'empêcher de s’en servir, l’insurrection, comme dirigée par un seul bras, s’organisait formidablement. Des hommes d'une éloquence frénétique haranguaient la foule au coin des rues ; d'autres dans les églises sonnaient le tocsin à pleine volée ; on coulait du plomb, on roulait des cartouches ; les arbres des boulevards, les vespasiennes, les bancs, les grilles, les becs de gaz, tout fut arraché, renversé ; Paris, le matin, était couvert de barricades. La résistance ne dura pas ; partout la garde nationale s’interposait ; — si bien qu’à huit heures, le peuple, de bon gré ou de force, possédait cinq casernes, presque toutes les mairies, les points stratégiques les plus sûrs. D’elle-même, sans secousses, la monarchie se fondait dans une dissolution rapide ; et on attaquait maintenant le poste du Château-d'Eau, pour délivrer cinquante prisonniers, qui n'y étaient pas. »

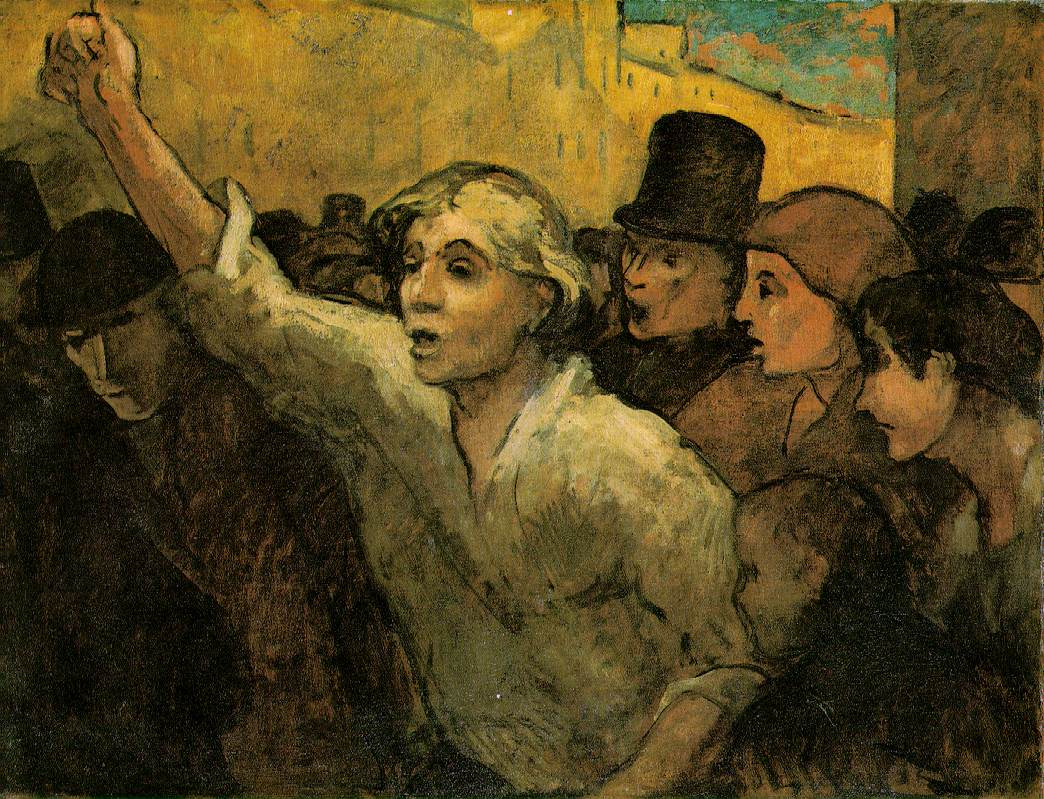
L'Émeute, après 1848
Honoré Daumier
Washington, The Phillips Collection

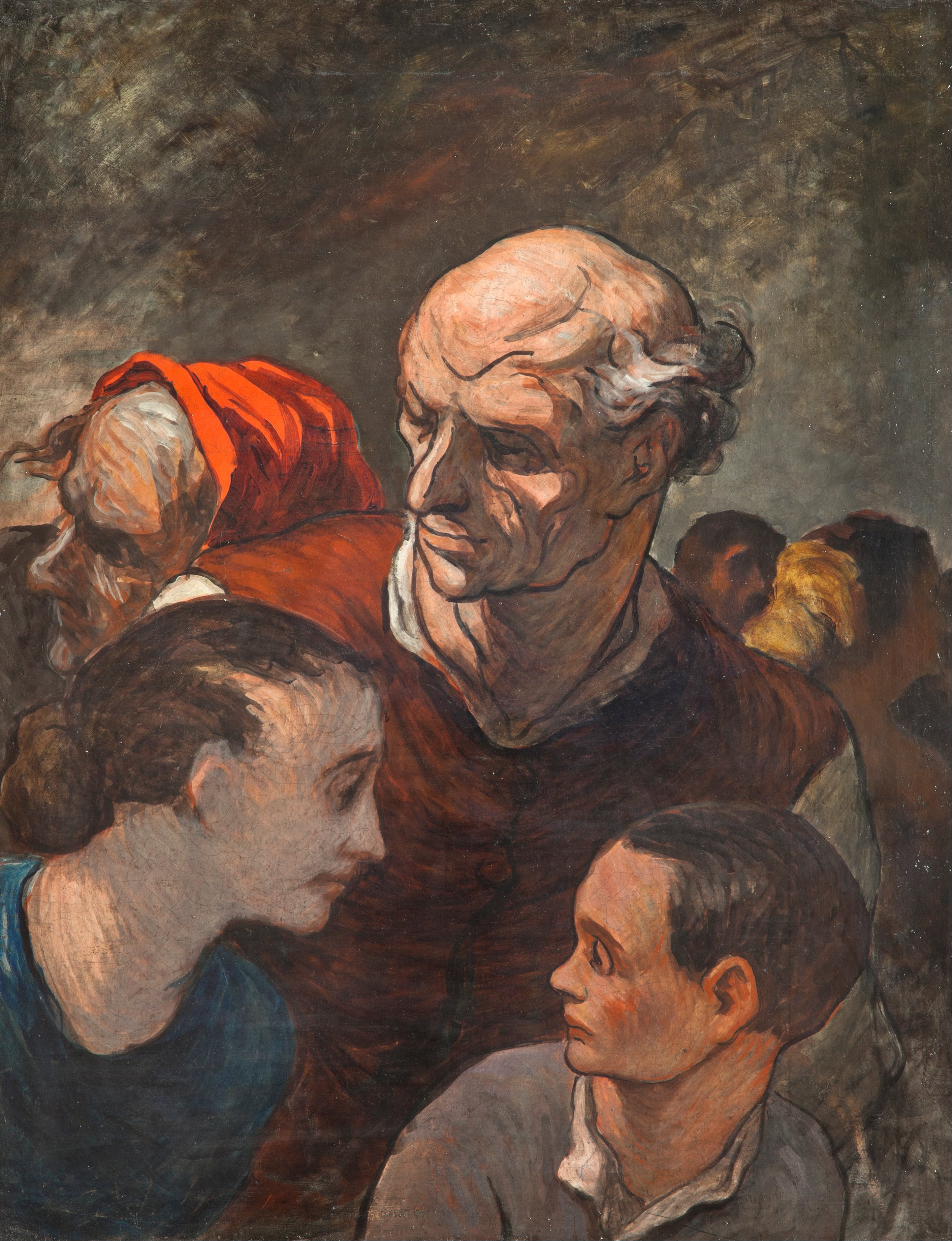
Famille sur les barricades, 1854
Galerie nationale de Prague

Alexis de Tocqueville, se promenant dans Paris le 25 février 1848, fut frappé par les initiatives populaires, qui spontanément germaient de toute part :

« Deux choses me frappèrent surtout : la première ce fut le caractère, je ne dirai pas principalement, mais uniquement et exclusivement populaire de la révolution qui venait de s'accomplir. La force qu'elle avait donnée au peuple proprement dit, c'est-à-dire aux classes qui travaillent de leurs mains, sur toutes les autres. La seconde, ce fut le peu de passion haineuse et même, à dire vrai, de passions vives quelconques que faisait voir dans ce premier moment le bas peuple devenu tout à coup seul maître de Paris. (…) Durant cette journée, je n'aperçus pas dans Paris un seul des anciens agents de la force publique, pas un soldat, pas un gendarme, pas un agent de police ; la Garde nationale avait disparu. Le peuple seul portait les armes, gardait les lieux publics, veillait, commandait, punissait ; (…) Dès le 25 février [1848], mille systèmes étranges sortirent impétueusement de l'esprit des novateurs, et se répandirent dans l'esprit troublé de la foule. Tout était encore debout sauf la royauté et le parlement, et il semblait que du choc de la révolution, la société elle-même eût été réduite en poussière, et qu'on eût mis au concours la forme nouvelle qu'il fallait donner à l'édifice qu'on allait élever à sa place ; chacun proposait son plan ; celui-ci le produisait dans les journaux ; celui-là dans les placards, qui couvrirent bientôt les murs ; cet autre en plein vent par la parole. L'un prétendait réduire l'inégalité des fortunes, l'autre l'inégalité des lumières, le troisième entreprenait de niveler la plus ancienne des inégalités, celle de l'homme et de la femme ; on indiquait des spécifiques contre la pauvreté et des remèdes à ce mal de travail, qui tourmente l'humanité depuis qu'elle existe. Ces théories étaient fort diverses entre elles, souvent contraires, quelquefois ennemies ; mais toutes, visant plus bas que le gouvernement et s'efforçant d'atteindre la société elle-même, qui lui sert d'assiette, prirent le nom commun de SOCIALISME. »

Victor Hugo évoque longuement cette révolution dans ses Choses vues.
Erckmann-Chatrian évoquent également longuement cette révolution dans "Histoire d'un homme du peuple", où le principal personnage vit les événements "de l'intérieur".
Le peintre Ignace-François Bonhommé documente l'événement à travers son œuvre lithographiée.

## Conséquences
La politique suivie prend ses distances avec le régime précédent. Un rapport parlementaire proposant la nationalisation des compagnies de chemin de fer est présenté le 26 mai et signé par Eric, Arago, Ledru-Rollin et Garnier-Pagès.

### Sources primaires
- Abbé James (pseudonyme de Henri Dujardin), Histoire prophétique, philosophique, complète et populaire de la Révolution de février 1848, ou de la liberté reconquise, Paris, P.-J. Camus, 1848 Lire sur Gallica.
- Daniel Stern (Marie d'Agoult), Histoire de la Révolution de 1848, Paris, Charpentier, 1862  (Wikisource)
- Alexis de Tocqueville, Souvenirs, Calmann Lévy, 1893  (Wikisource)
- Auguste-Jean-Marie Vermorel, Les Hommes de 1848, 1869, lire en ligne sur Gallica, texte intégral.